# David Cage
David De Gruttola (Mulhouse, Alto Rin, 9 de junio de 1969), más conocido como David Cage, es un diseñador de videojuegos y compositor francés. Compuso y dirigió los videojuegos Fahrenheit, Heavy Rain, Beyond: Two Souls y Detroit: Become Human, desarrollados por la compañía Quantic Dream, fundada por él mismo.

## Trabajo
Es la cabeza de la compañía Quantic Dream, fundada en 1997, dedicada a los videojuegos y a la captura de movimiento. Es el fundador y copresidente —junto con Guillaume de Fondaumière, productor ejecutivo y director financiero de Quantic Dream— director, diseñador de juegos y el guionista.
Como músico profesional, creó la empresa Tótem Interactive en 1993, que trabajó en producciones de música y sonido. Él trabajó como músico de varios programas de televisión, el cine y proyectos de videojuegos, que participan con el trabajo de la banda sonora original.
Sus primeras obras —bajo el nombre De Gruttola— incluyen la música en los videojuegos, como el Cheese Cat-Astrophe, videojuego protagonizado por Speedy Gonzales (1995), Timecop (1995), y Hardline (1997).
Como creador de videojuegos, ha diseñado The Nomad Soul en 1999 y Fahrenheit en 2005. En 2010 fue lanzado Heavy Rain y en 2012 su nuevo motor gráfico. En 2013, lanzó una nueva technical demo mostrada en la Electronic Entertainment Expo para la consola de nueva generación PlayStation 4 titulado The Dark Sorcerer, una animación del género comedia. En octubre de 2013, se lanzó Beyond: Two Souls, juego escrito y dirigido por él. En 2018, salió a la venta Detroit: Become Human, videojuego dirigido, escrito y con una banda sonora compuesta por él.

## Videojuegos
- The Nomad Soul (1999)
- Fahrenheit (2005)
- Heavy Rain (2010)
- Beyond: Two Souls (2013)
- Detroit: Become Human (2018)
- Star Wars Eclipse

## Visión y críticas
David Cage se ha hecho famoso en el sector de los videojuegos por polémicas declaraciones y visión de la industria, que han dividido la opinión del público. Se ha ganado multitud de detractores que le tachan de pretencioso, al igual que se ha ganado apoyo de sus ideas, proyectos, y visiones sobre el futuro de la industria.[cita requerida] También ha sido acusado de haber realizado varios comentarios homófobos y machistas en sus declaraciones y entrevistas a medios de comunicación especializados.